# Svatopluk Přikryl
Svatopluk Přikryl (* 1943) je bývalý český fotbalista.

## Fotbalová kariéra
V československé lize hrál v sezóně 1969/70, za SONP Kladno. Nastoupil ve 3 ligových utkáních. Gól v lize nedal. Do Kladno přišel ze Slavie.

## Ligová bilance
| Ročník                                   | Zápasy | Góly | Klub        |
| ---------------------------------------- | ------ | ---- | ----------- |
| 1. československá fotbalová liga 1969/70 | 3      | 0    | SONP Kladno |
| CELKEM 1. liga                           | 3      | 0    |             |